# Písečná (Česká Lípa)
Písečná je malá vesnice, část okresního města Česká Lípa. Nachází se asi 3,5 km na severovýchod od České Lípy. Je zde evidováno 36 adres. Trvale zde žije 56 obyvatel.
Písečná leží v katastrálním území Písečná u Dobranova o rozloze 5,28 km2.. Její území patří do Ralské, resp. Zákupské pahorkatiny, okolní kopce nejsou vysoké.

## Zajímavosti vesnice
Vesnice je po celé délce protékána Dobranovským potokem, později přítokem Ploučnice. Ve vsi jen překlenují dva silniční mosty. Jsou zde roubená stavení, některá s severočeskou podstávkou a opatřená zdobnými štíty.

## Doprava a turistika
V roce 2006 byla městem Česká Lípa postavena 2,5 km dlouhá vyasfaltovaná Cyklostezka Písečná ze sídliště Špičák v České Lípě do Písečné přes pláň s loukami, která je součástí regionální cyklotrasy 3053 a je také součástí červeně značené dálkové pěší trasy E10. Ve vesnici je dostatečné vyznačení tras mapou, směrovkami a pásovým značením KČT. Protíná jí s potokem souběžně vedená okresní silnice z Dobranova na Bukovany. Jezdí a zastavuje zde autobusová linka, ovšem jako jediná z místních částí obce Česká Lípa je bez spojení MHD.

## Fotogalerie

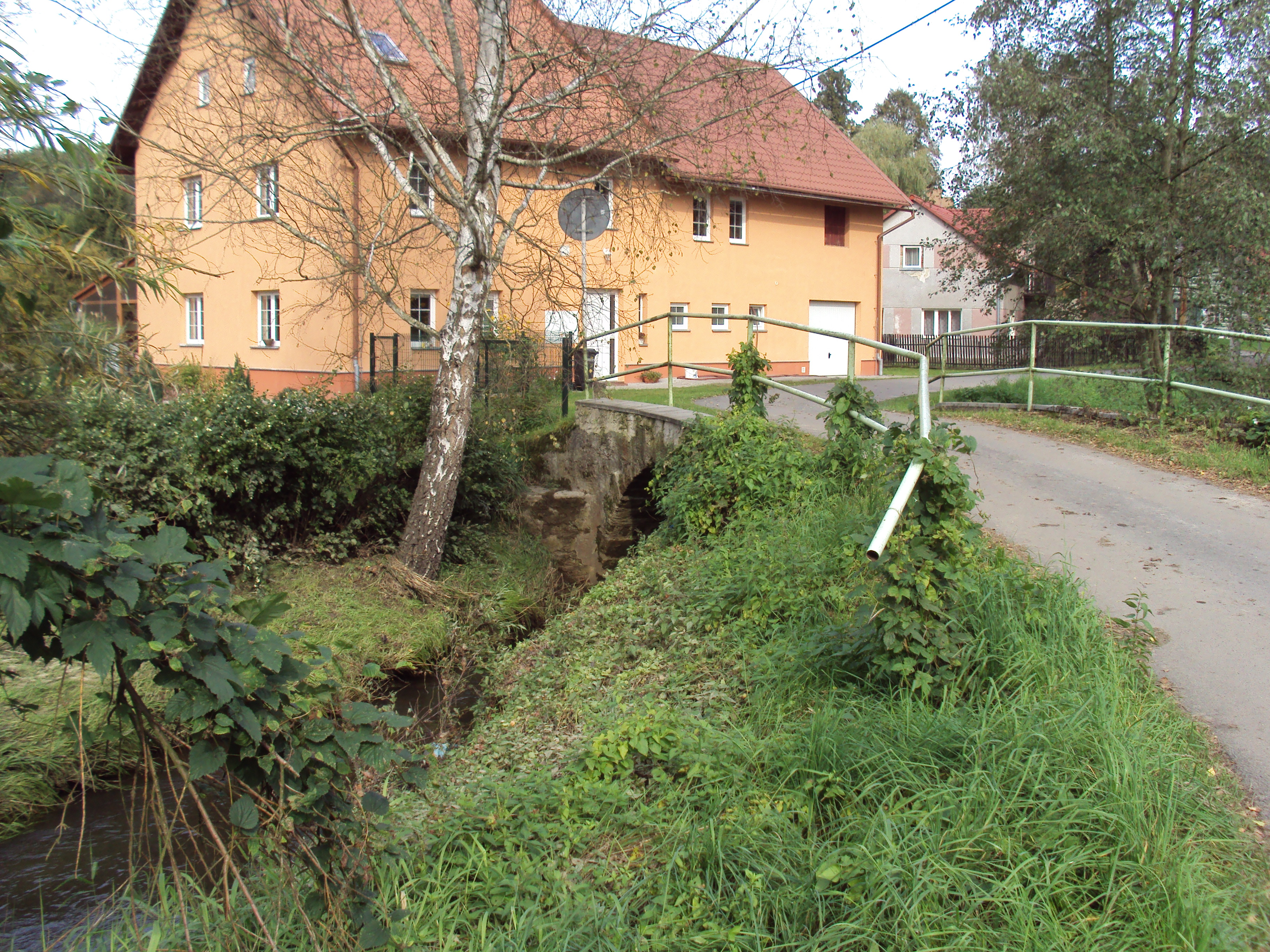
Most přes Dobranovský potok
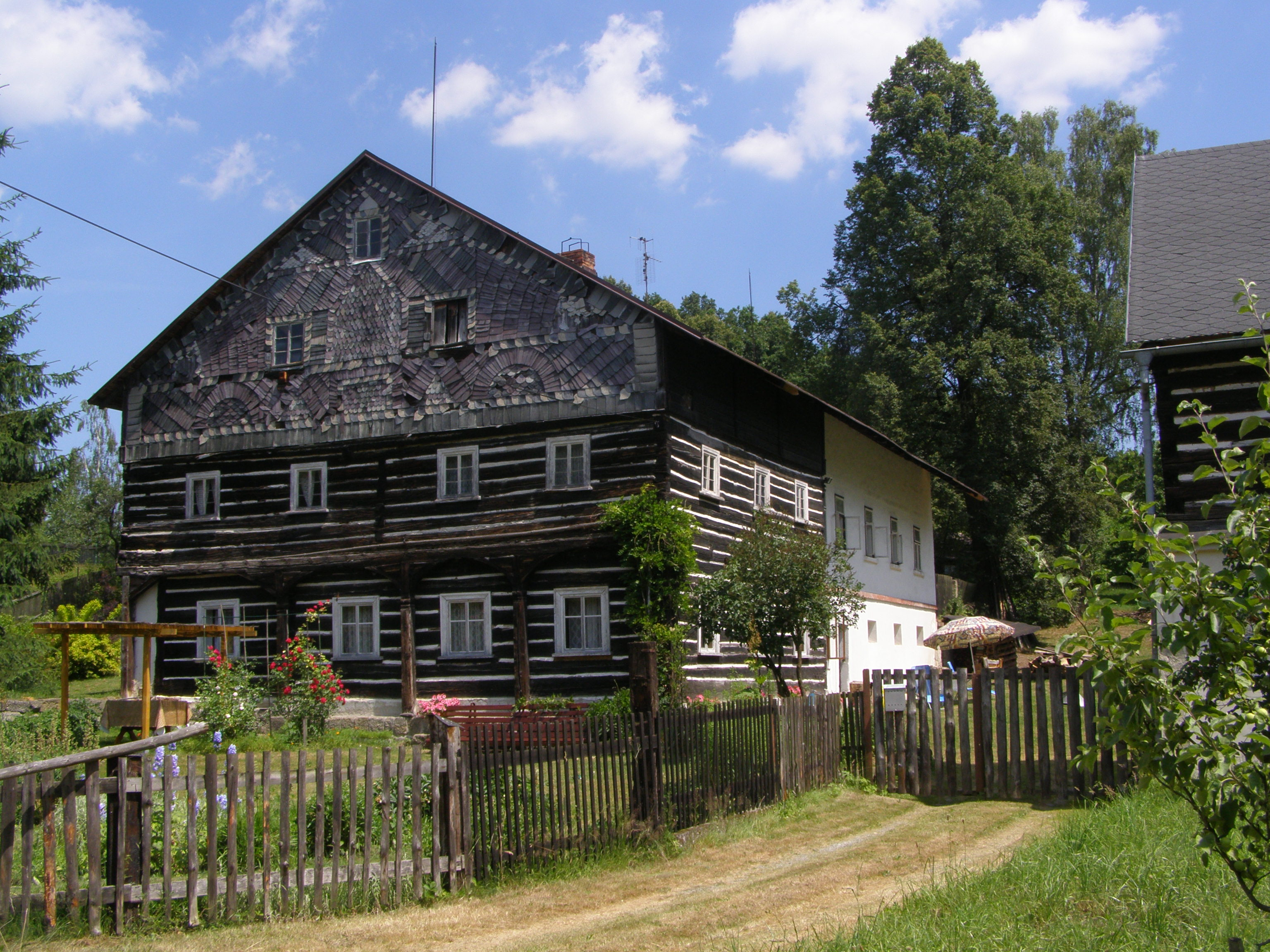
Roubené stavení
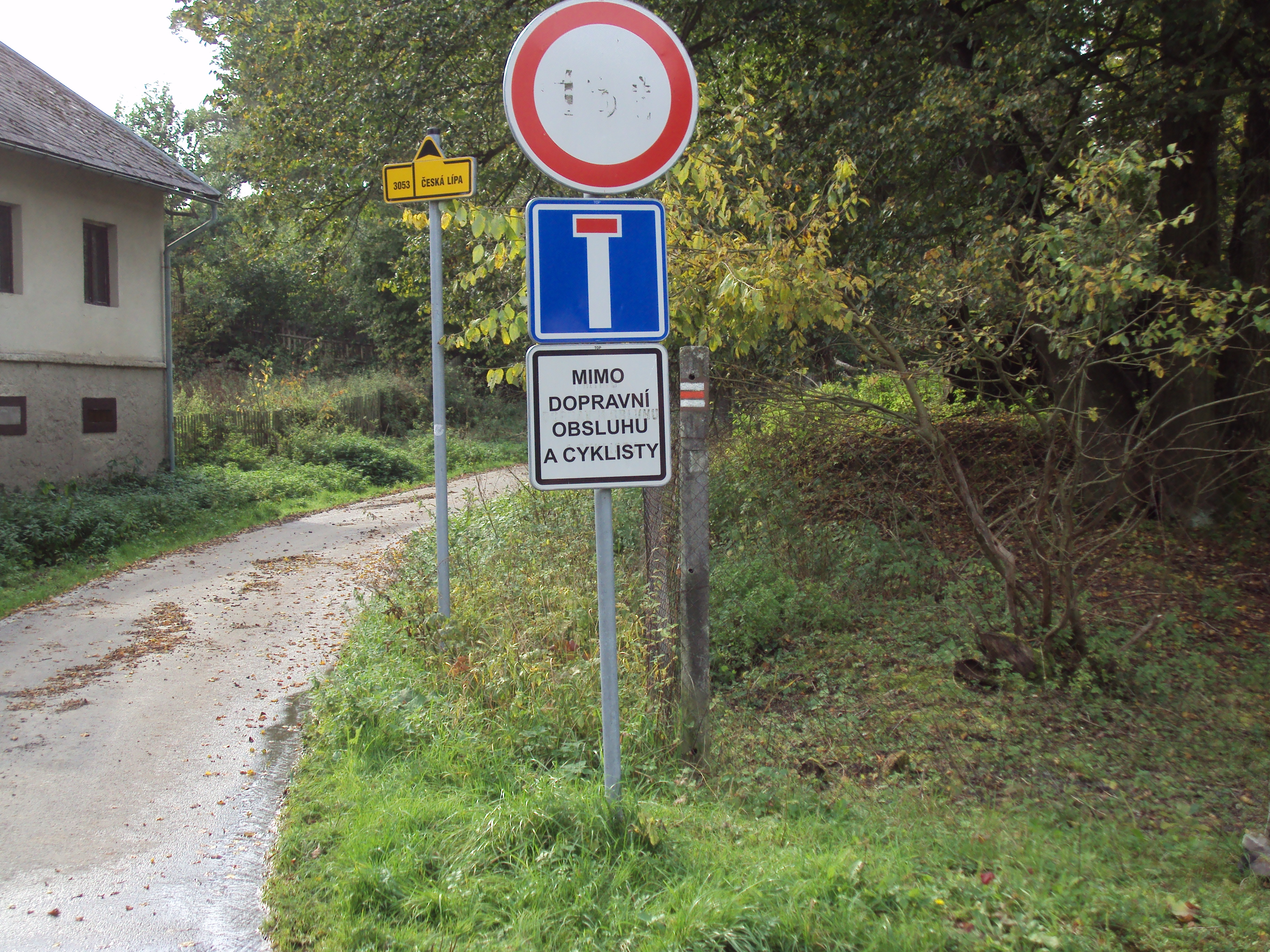
Vyznačený začátek cyklostezky ve vesnici